# Lily Tasso
Pour les articles homonymes, voir Tasso (homonymie).
Lily Tasso (née au Caire en Égypte le 2 décembre 1922 et morte à Outremont au Québec le 1er février 2018) est une journaliste québécoise d'origine égyptienne Elle a été journaliste pour le journal La Presse pendant 30 ans.

## Biographie
Née le 2 décembre 1922 au Caire, en Égypte, de parents libanais, elle a obtenu ses premiers emplois en journalisme pour des journaux égyptiens. C'est en 1954 qu'elle immigre au Québec. À l'âge de 39 ans, elle devient journaliste pour le Nouveau Journal. En 1963, elle commence à travailler pour le journal La Presse où elle restera pendant 30 ans. Lily Tasso est connue principalement pour avoir été une pionnière dans la couverture de sujets qui n'attiraient pas beaucoup l'attention à l'époque. Elle a d'abord été directrice des pages féminines de La Presse avant de s'intéresser aux communautés culturelles. Elle a travaillé à mettre de l'avant les communautés ethniques et les exclus de la société.
En 1970, elle prend part au Congrès de l'Association internationale des journalistes de la presse féminine et familiale à Lausanne en Suisse. En 1974, alors qu'elle fait partie du Cercle des femmes journalistes, elle contribue à mettre en place le Prix Judith-Jasmin qui vise à souligner les meilleurs reportages au Québec. Elle remporte ce prix en 1982 pour un reportage portant sur le quotidien des personnes en fauteuils roulant. 
D'octobre 1985 à juin 1989, elle est membre du Conseil de la langue française du Québec. 

## Récompenses et honneurs
- 1962 - Prix de l'Union canadienne des journalistes de langue française
- 1982 - Prix Judith-Jasmin[2]
- 1992 - Ordre des francophones d'Amérique[4]
- 2019 - Un parc est nommé en sa mémoire dans l'arrondissement de Rivière-des-Prairies-Pointe-aux-Trembles à Montréal[5]